# Maison de Marie
 (avril 2025).
La maison de Marie est une maison et un établissement patrimonial dans la municipalité de La Doré construit après 1900.

## Voir plus